# Инес Бојанић
Инес Бојанић (Пожега (Славонска), 13. септембар 1975) је хрватска позоришна, телевизијска и филмска глумица, рођена 13. септембра 1975. године у Пожеги. Има преко 30 одиграних представа у ХНК-у. Дипломирала је на Академији драмске уметности у Загребу.

## Филмови и серије

### 2000
- Пупак свијета - као Јоана

### 2003
- Лети, лети - као плавуша

Светско чудовиште

### 2004
- Дуга мрачна ноћ - као жена у житу

### 2005
- Битанге и принцезе - као штреберка
- Снивај злато моје - као Тонка
- Љубав у залеђу - као Маријана "Маре"

### 2006
- Обични људи - као Бојана Немет
- Љубав у залеђу - као Маријана "Маре"[2]

### 2007
- Одмори се, заслужио си - као девојка
- Обични људи - као Бојана Немет
- Агенција за СИС - као Маре
- Кафаница близу СИС-а - као Маре
- Наглавце - коа Зузу

### 2008
- Кафаница близу СИС-а - као Маре

### 2009
- Закон! - као Рајна

### 2010
- Звезде певају - као такмичарка
- Доме слатки доме - као Нола Маринковић

### 2012
- Проводи и спроводи - као Инес
- Брак је мрак